# 镇岗塔
39°48′51″N 116°09′49″E / 39.814222°N 116.163611°E
镇岗塔，位于北京市丰台区长辛店镇，是一座砖砌实心花塔。该塔始建年代不详，据风格推测应为金朝时期建筑。该塔曾于明代修葺，抗日战争时期曾被损毁。1957年，镇岗塔被列为北京市文物保护单位。2013年，镇岗塔被列为全国重点文物保护单位。

## 历史
镇岗塔的建造年代已经无从考证，根据其建筑风格可大致推断其始建于金代:397。关于其建造目的有多种说法，其中有说法认为该塔是为镇守山岗而建:122，也有说法认为是金朝皇室为了镇守龙脉而建:37，在当时同期建造的还有北侧的一座名为崇寿寺的寺庙，此后寺庙被毁，而塔保存至今。明朝嘉靖年间，太监杨玉曾经主持过对镇岗塔的整体修缮，并在修缮后在塔前立碑:178，碑文为《重修镇岗古塔碑记》，但该碑此后不知所踪:397。到中华民国时期，镇岗塔已残破，抗日战争时期，塔底部的一角和塔刹被日军炸毁。

## 结构
镇岗塔位于北京市丰台区长辛店云岗村东的山岗上，为一座八角形砖砌实心花塔，高18米，周长24米，塔座呈八角形，上有双抄重拱和五踩斗栱，每面各有一攒。每个角各有一根方柱，角的顶端各挂有一个风铃。西北面有两武士、两文官的浮雕，中间有一尊形似雷公的神像。拱眼壁上雕刻有花饰、兽头、佛像一类的图案。塔身为八角形，转角处为圆柱形，在正东、正西、正南、正北四个方向上各开一扇菱形格子门，东北、东南、西南、西北四个方向则为直棂窗。塔身上部挑出一层短檐须弥座，上承7层佛龛组成的相轮，各层佛龛相互错开，并由下向上逐渐收分，形成一个锥形的花束。在由下到上的各层佛龛中，第一层为双层楼阁式方塔，第二层以上为单层亭式方塔。从第二层相轮以上的佛龛当中均坐有一尊佛像，每尊佛像的手印和神态等造型各不相同。第二层相轮下有平座，平座下有重昂斗拱。塔刹则由八角形须弥刹座和宝珠组成:122:178-179:664。

## 保护
1957年10月28日，镇岗塔被公布为第一批北京市文物保护单位。在1958年和1982年，镇岗塔均被重修:179，其中1958年修复了部分被损毁的塔基，而在1982年则重修塔基和避雷针。1983年，北京市文物局组织人力对塔基和塔下的护坡进行了加固:397。2001年，护坡再次得到了加固。2013年，镇岗塔被列为全国重点文物保护单位。